# V436 Близнецов
V436 Близнецов (лат. V436 Geminorum, HD 64729) — одиночная переменная звезда в созвездии Близнецов на расстоянии приблизительно 313 световых лет (около 95,9 парсек) от Солнца. Видимая звёздная величина звезды — от +7,95m до +7,89m. Возраст звезды определён как около 1,7 млрд лет.

## Характеристики
V436 Близнецов — жёлто-белая пульсирующая переменная звезда типа Гаммы Золотой Рыбы (GDOR) спектрального класса F2IV-V, или F0. Масса — около 1,5 солнечной, радиус — около 1,789 солнечного, светимость — около 6,4 солнечных. Эффективная температура — около 6980 К.

## Планетная система
В 2019 году учёными, анализирующими данные проектов HIPPARCOS и Gaia, у звезды обнаружена планета.